# Roca de la Casa Vella
La Roca de la Casa Vella és una formació rocosa de 1.097,6 metres d'altitud del municipi d'Abella de la Conca, a la comarca del Pallars Jussà. Es tracta d'un topònim romànic descriptiu, ja que és la formació rocosa en un indret de la qual hi ha les restes de la Casa Vella de Borrell. És al sud-oest del terme, dins del sistema muntanyós que separa la plana de la zona muntanyosa de ponent del poble. La Roca de la Casa Vella és justament a prop i al nord-oest del poble, al nord-est de Cal Borrell. Pertany a la partida de les Vielles.